# Copiscopio
Un copiscopio es un tipo de telescopio refractor (usualmente de fabricación casera), en cuya construcción se utilizan objetivos procedentes de antiguas máquinas copiadoras ópticas, de donde procede su nombre.
Las lentes normalmente  se extraen de copiadoras averiadas o muy viejas, lo que permite obtener gratis o a un coste reducido lentes de cierta calidad. Suelen ser objetivos de pequeña apertura (variando entre 50 y 60 mm) y de distancia focal también corta, útiles para telescopios portátiles de amplio campo de visión, pero inadecuados para obtener grandes aumentos.

## Historia
El procedimiento para construir un  copiscopio fue ideado por Ken Bird, quien lo publicó en el número de mayo de 1986 del Astronomy Magazine. El diseño utilizaba lentes de 200 a 300 mm de distancia focal (sobrantes de copiadoras ópticas), junto con tubos y componentes de PVC con los que se fabricaba el cuerpo del copiscopio.

## Construcción de un copiscopio
La pieza clave en la construcción de un copiscopio es un objetivo (normalmente procedente de un antiguo equipo de copia) con una relación focal de entre f4 y f6. Otras partes de un copiscopio incluyen un ocular, con un diámetro de entre 8 y 25 mm y una distancia focal de entre 17 y 20 mm.

## Ventajas e inconvenientes
Ventajas
- Comparado con la mayoría de los telescopios comercializados, un copiscopio proporciona un campo de visión mucho más grande y con una mayor luminosidad.
- Si todo el equipamiento necesario es de fácil acceso y es fabricado por su propietario, el resultado puede ser mucho más económico que el de un telescopio comercial de similares características, y desde luego, de mejor calidad óptica que uno del mismo precio.

Inconvenientes
- Las lentes utilizadas en el copiscopio no han sido diseñadas para emplearse con este propósito, por lo que no son capaces de proporcionar un enfoque nítido con altas magnificaciones. Pero para observar el cielo con amplios campos de visión y pocos aumentos funcionan realmemte bien. Y copiscopios de pocos aumentos pueden ser útiles visores localizadores para telescopios más grandes.